# Глен-Арбор (Мічиган)
Глен-Арбор (англ. Glen Arbor) — переписна місцевість (CDP) в США, в окрузі Лілано штату Мічиган. Населення — 261 особа (2020).

## Географія
Глен-Арбор розташований за координатами 44°53′45″ пн. ш. 85°59′22″ зх. д. / 44.89583° пн. ш. 85.98944° зх. д. (44.895709, -85.989537).  За даними Бюро перепису населення США в 2010 році переписна місцевість мала площу 2,70 км², з яких 2,66 км² — суходіл та 0,04 км² — водойми.

## Демографія
Згідно з переписом 2010 року, у переписній місцевості мешкало 229 осіб у 117 домогосподарствах у складі 71 родини. Густота населення становила 85 осіб/км².  Було 312 помешкання (115/км²).
Расовий склад населення:
| - 98,7 % — білих - 0,4 % — чорних або афроамериканців - 0,4 % — азіатів |

До двох чи більше рас належало 0,4 %. Частка іспаномовних становила 1,3 % від усіх жителів.
За віковим діапазоном населення розподілялося таким чином: 11,8 % — особи молодші 18 років, 45,8 % — особи у віці 18—64 років, 42,4 % — особи у віці 65 років та старші. Медіана віку мешканця становила 62,8 року. На 100 осіб жіночої статі у переписній місцевості припадало 86,2 чоловіків;  на 100 жінок у віці від 18 років та старших — 85,3 чоловіків також старших 18 років.
Середній дохід на одне домашнє господарство  становив 95 137 доларів США (медіана — 61 875), а середній дохід на одну сім'ю — 125 032 долари (медіана — 69 375). За межею бідності перебувало 13,1 % осіб, у тому числі 0,0 % дітей у віці до 18 років та 0,0 % осіб у віці 65 років та старших.
Цивільне працевлаштоване населення становило 83 особи. Основні галузі зайнятості: роздрібна торгівля — 39,8 %, мистецтво, розваги та відпочинок — 21,7 %, будівництво — 9,6 %, фінанси, страхування та нерухомість — 8,4 %.